# Модератор
Модера́тор (от лат. moderor — умеряю, сдерживаю) — пользователь на общественных сетевых ресурсах (чатах, форумах, эхоконференциях, играх), имеющий более узкие права, чем администратор, но более широкие права, чем обычные пользователи, игроки. В отличие от администратора, чаще всего следит за соблюдением правил ресурса в конкретных темах или разделах сетевого ресурса.
В число расширенных прав модератора могут входить:
- право удалять чужие сообщения;
- право редактировать, обрезать или скрывать часть чужих сообщений;
- право удалять страницы пользователей;
- ограничивать пользователей в правах редактирования и просмотра сайта (блокировать, разг. «банить»).

В Фидонете модераторами назывались контролёры отдельных эхоконференций, которые следили в них за общественным порядком по мере развития ранней киберкультуры пользователей компьютерных сетей. Фидонет функционировал как единая глобальная самоуправляемая система, и выбираемые сообществом модераторы разных уровней требовались для нормального функционирования площадок. На этом фоне сформировалась большая социальная прослойка «модераторов Фидонета», которая за годы развития выработала сложные международные правила своего самоуправления. 